# Andrei Sergejewitsch Malych
Andrei Sergejewitsch Malych (russisch Андрей Сергеевич Малых; * 24. August 1988 in Kirow) ist ein russischer Fußballspieler.

## Karriere
Malych begann seine Karriere bei Dynamo Kirow. Zur Saison 2005 rückte er in den Kader der ersten Mannschaft des Drittligisten. In fünf Spielzeiten absolvierte er 95 Partien für Kirow in der Perwenstwo PFL. Zur Saison 2010 wechselte der Verteidiger zum Ligakonkurrenten Gasowik Orenburg. Für Gasowik kam er zu 21 Drittligaeinsätzen, ehe er mit dem Team zu Saisonende in die Perwenstwo FNL aufstieg. Im April 2011 debütierte er dann gegen Tschernomorez Noworossijsk in der zweiten Liga. In der Saison 2011/12 absolvierte er insgesamt 32 Zweitligapartien, mit Orenburg stieg er allerdings direkt wieder in die PFL ab.
In der Saison 2012/13 absolvierte Malych 24 Partien und stieg mit Gasowik direkt wieder in die zweite Liga auf. In der Saison 2013/14 gelang dann auch der Klassenerhalt, der Außenverteidiger absolvierte 29 Zweitligaspiele. In der Saison 2014/15 kam er zu 28 Einsätzen. In der Saison 2015/16 absolvierte er 32 Partien in der FNL, mit Gasowik stieg er zu Saisonende in die Premjer-Liga auf, woraufhin sich das Team in FK Orenburg umbenannte. Im Juli 2016 gab Malych dann gegen den FK Rostow sein Debüt in der höchsten russischen Spielklasse. Bis Saisonende spielte er 26 Mal im Oberhaus, aus dem sich Orenburg zu Saisonende direkt wieder verabschieden musste.
In der Saison 2017/18 kam er dann wieder in der FNL zu 32 Einsätzen, dem Verein gelang allerdings der direkte Wiederaufstieg in die Premjer-Liga. In der Saison 2018/19 schaffte Orenburg dann auch den Klassenerhalt, insgesamt absolvierte er diesmal 23 Partien. Zur Saison 2019/20 löste Malych Dmitri Andrejew, der seine Karriere beendet hatte, als Kapitän Orenburgs ab. Erneut kam er zu 23 Erstligaeinsätzen, Orenburg stieg allerdings als Tabellenschlusslicht nach zwei Jahren wieder in die FNL ab. In den Saisonen 2020/21 und 2021/22 absolvierte er jeweils 32 Zweitligapartien. Dank eines Tores in letzter Sekunde in der Relegation gegen den FK Ufa durch den Rechtsverteidiger stieg Orenburg 2022 wieder in die Premjer-Liga auf.

## Sonstiges
Mit weit über 300 Einsätzen ist Malych Rekordspieler des FK Orenburg.